# Indumentària a l'antiga Roma

Toga romana

El vestit a l'antiga Roma constava de dos tipus de peces igual com el vestit grec, anomenades indutus o indumenta (les interiors) i amictus (les exteriors).
En els primers temps, les peces de vestir es reduïen a la túnica, semblant al quitó dels grecs, i a la toga, pròpia i exclusiva dels ciutadans romans, que per això s'autoanomenaven ells mateixos la gens togata, mentre dels grecs en deien la gens paliata. De vegades portaven una altra túnica interior, denominada subucula, equivalent a la nostra camisa, i la superior solia cenyir-se amb un cinturó anomenat cingulum o cinctus, tancat amb una fíbula o fermall. La toga era una àmplia vestidura de llana, de tall el·líptic, tancada per la part de baix i oberta per dalt fins a la cintura. Quan se l'havien de posar, es recollia pels plecs del costat dret i es tiraven enrere per damunt de l'espatlla esquerra.
- El color de la toga era generalment blanc o gris (toga alba o candida), sobretot entre els qui aspiraven a la magistratura; d'aquí va derivar el nom de candidats, que encara avui està en vigència en la nostra llengua.
- Els nens i els magistrats portaven una toga adornada amb tires de porpra (toga trabea o toga praetexta).
- Els conqueridors, en la seva entrada triomfal, vestien la toga amb brodats de palmes d'or (toga palmata).
- Els emperadors ostentaven la toga feta completament de porpra (toga purpurea) o amb brodats d'or (toga picta).
- Existia també la toga anomenada pulla, que s'usava durant el dol.

## Túniques i roba interior

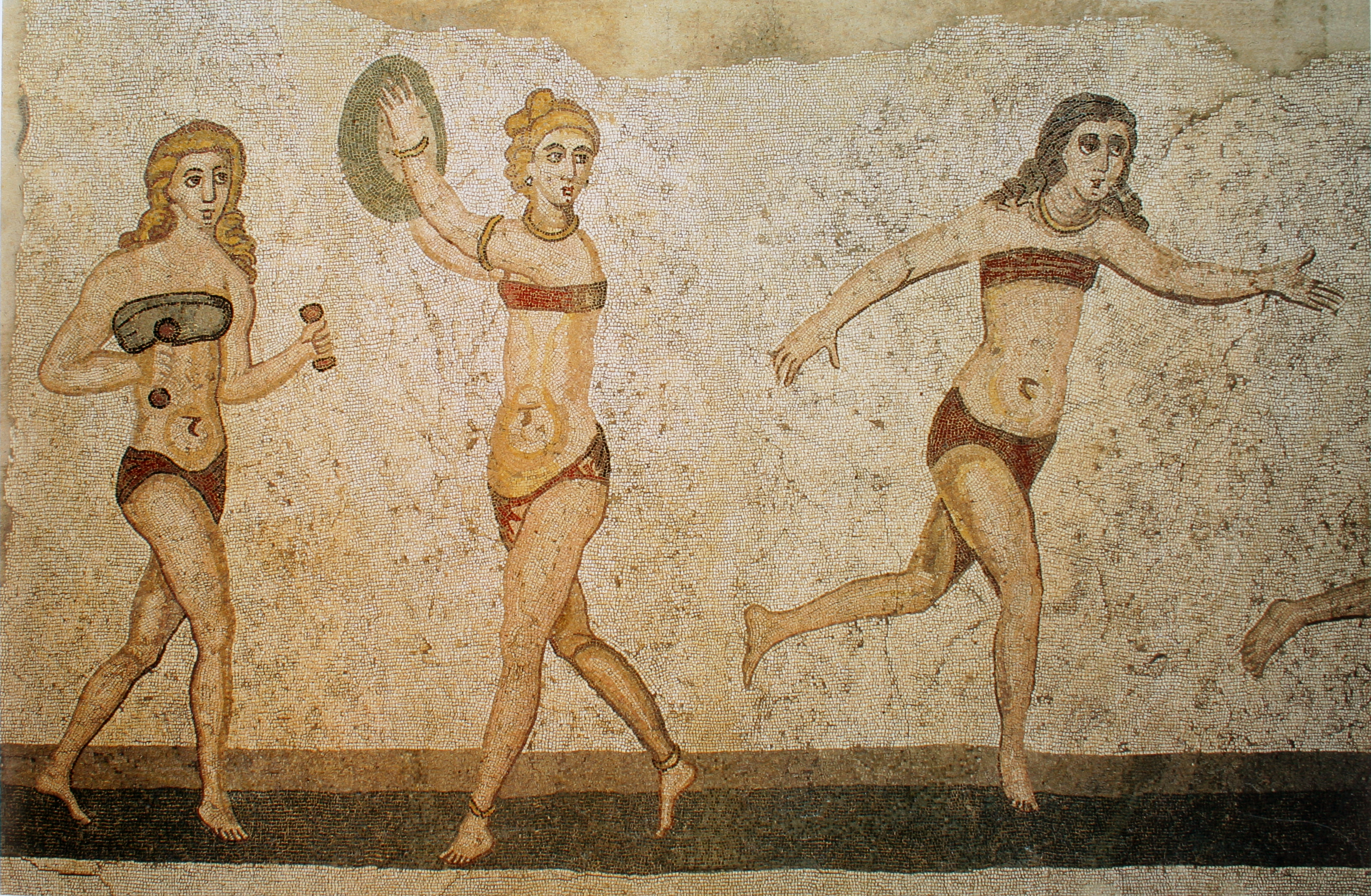
Mosaic del segle IV de la vil·la romana del Casale, Sicília, on es poden veure "noies en biquini" en una competició esportiva

La principal peça de vestir, tant pels dos sexes com per totes les classes socials romanes, era la túnica, sovint utilitzada sota una o més capes de roba addicionals. En la seva composició més senzilla, la túnica era un únic rectangle de tela teixida, originalment de llana, tot i que a partir de la segona meitat del període republicà i cap endavant, cada vegada es produïa amb materials més còmodes i delicats. Es cosia en una forma tubular i sense mànigues i es fixava alvoltant de les espatlles, com el quitó grec, formant d'aquesta manera obertures pel coll i pels braços. En alguns exemples localitzats als sectors orientals de l'imperi, l'obertura del coll estava formada pel mateix teixit. També podien afegir-se mànigues. La major part dels membres de la classe treballadora portaven túniques llargues fins als genolls, amb poca màniga i aguantades per la cintura mitjançant un cinturó. Alguns tradicionalistes consideraven que les túniques de màniga llarga només eren apropiades per les dones, les túniques molt llargues en homes com un signe d'efeminament, i túniques curtes o sense cinturó com a senyals de servitud. Les túniques de les dones, normalment, arribaven fins als turmells o els mateixos peus, tenien mànigues llargues, i podien ser portades amb cinturó o sense. Tot i que a nivell de disseny eren principalment planes, les túniques també podien ser riques en el seu teixit, els colors o els detalls.
Els calçotets, coneguts com a subligacula o subligaria, podien utilitzar-se sota la túnica. També podien formar l'única peça de roba d'un individu, particularment entre els esclaus que realitzaven tasques en contacte amb ambients calents, que els fessin suar o que els pogués fer embrutar. Les dones portaven tant aquesta roba interior com el strophium (com uns sostenidors) sota les seves túniques; i algunes només lluïen aquests vestits, fos per feina o per plaer. Un mosaic sicilià del segle iv mostra diverses "dones en biquini" participant en unes celebracions atlètiques; el 1953 es va excavar, a Londres, la part inferior d'un biquini de cuir romà.

### Final del segle I
En acabar el primer segle de la nostra era, a l'Imperi Romà es van augmentar i modificar les peces de l'indutus: es va admetre també la túnica amb mànigues o manicata i la túnica ampla i sense l'espatlla dreta (exomis) per als esclaus i els pastors. També els calçons o calces (bracae), que imitaven la indumentària dels perses, els gals i altres pobles del Nord.
La peça més destacada de l'amictus que va començar a sovintejar a la fi del segle I va ser la penula, un mantell tancat o cosit també per davant que adoptaven els viatgers per abrigar-se i protegir-se de la pluja (penula viatoria), i fins i tot els nobles, que el portaven llarg i de teles valuoses, amb adorns de franges i brodats. També se'n va dir planeta, amb el significat d'«errant», perquè girava al voltant del cos sense fixació i, com que no tenia mànigues, quan es duia aquesta vestidura si es volien fer servir els braços s'havien d'aixecar pels costats fins a les espatlles. Es va afegir també a les peces de vestir exteriors –alhora que gairebé tothom abandonava l'ús de la toga– l'abrigall o capa anomenat lacerna, obert per davant i subjecte amb una fíbula o fermall, i l'alícula, una mena de capa curta que cobria només les espatlles; totes aquestes peces eren riques i esplèndides entre la gent poderosa.

### Lligadures
Per cobrir el cap, de vegades s'utilitzava simplement una vora o un plec de la toga, però el més habitual era el cucullus o caputxa, la gorra (pileus, galerus) i el barret o capell. El cucullus es duia adherit a una altra peça de vestir, com la penula o la capa, i bé en formava part integrant (llavors aquesta capa s'anomenava bardocucullus), o bé separadament, de manera que pogués llevar-se i posar-se a voluntat. Pel que fa al barret, acostumava a ser fet de feltre i amb grans ales (causia), o bé d'ales més reduïdes (petasus). En els actes solemnes, no obstant això, era habitual anar-hi amb el cap descobert, excepte el sacerdot quan oferia un sacrifici, que sempre anava cobert amb algun plec de la toga.

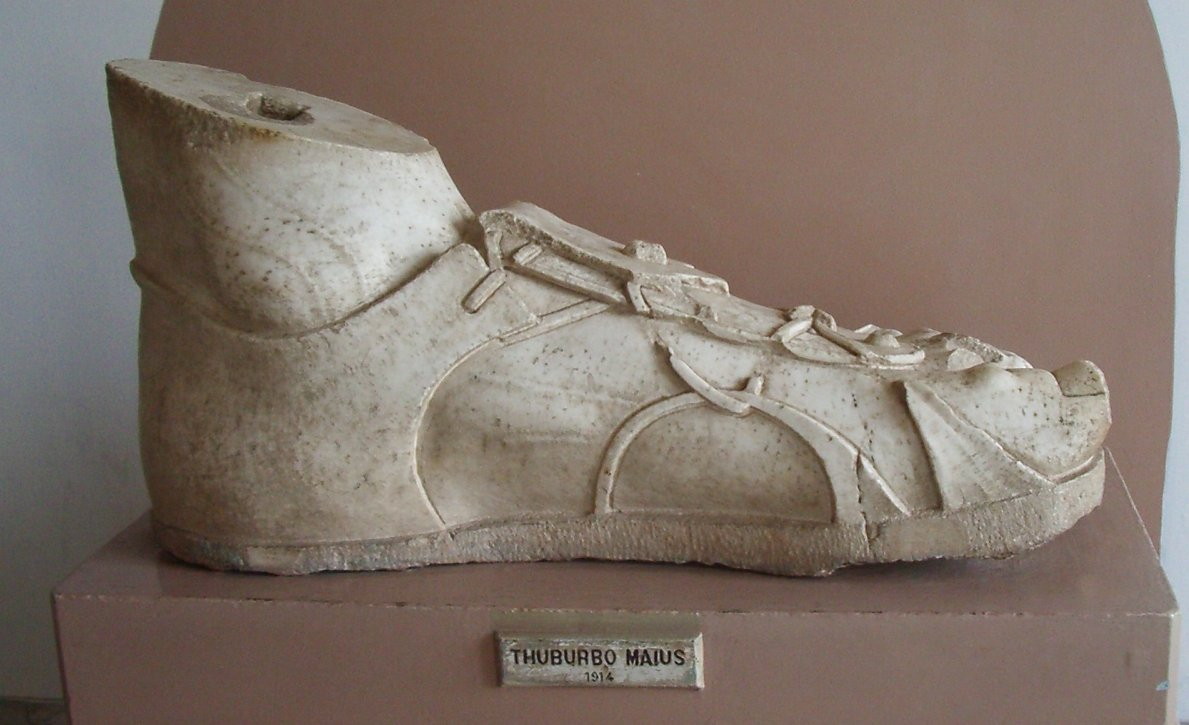
Calçat romà representat en una escultura del (Museu Nacional del Bardo, Tunis)

### El calçat
El calçat més comú entre els romans era la sandàlia (solea), que anava lligada amb unes corretges (corrigia), i el conjunt s'anomenava càliga. Però també s'usava el calceus, una mena de sabata que podia tenir diverses variants i que portaven els senadors i altres magistrats (aquests el duien de color vermell; aquells, negre) i el campagnus o bota, més gran, propi també de la gent noble. El coturn també era d'ús habitual entre els romans, així com entre els grecs.

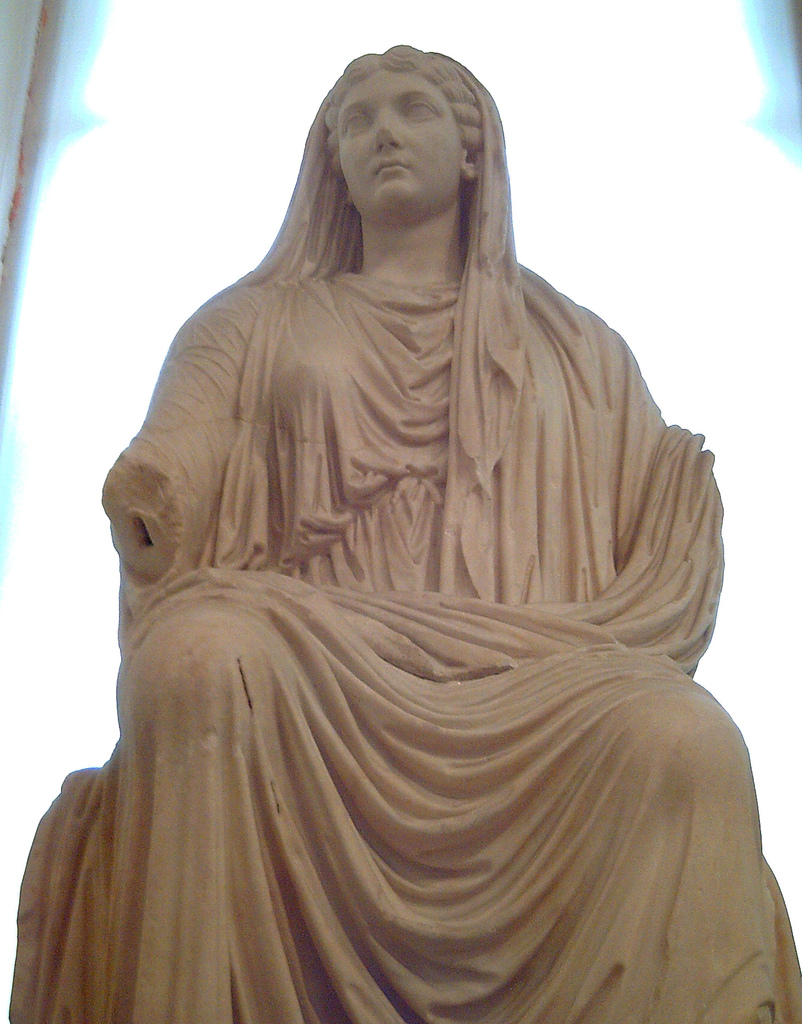
Estàtua romana de Lívia Drusil·la amb palla i stola (Museu Arqueològic Nacional, Madrid).

### Vestimenta femenina

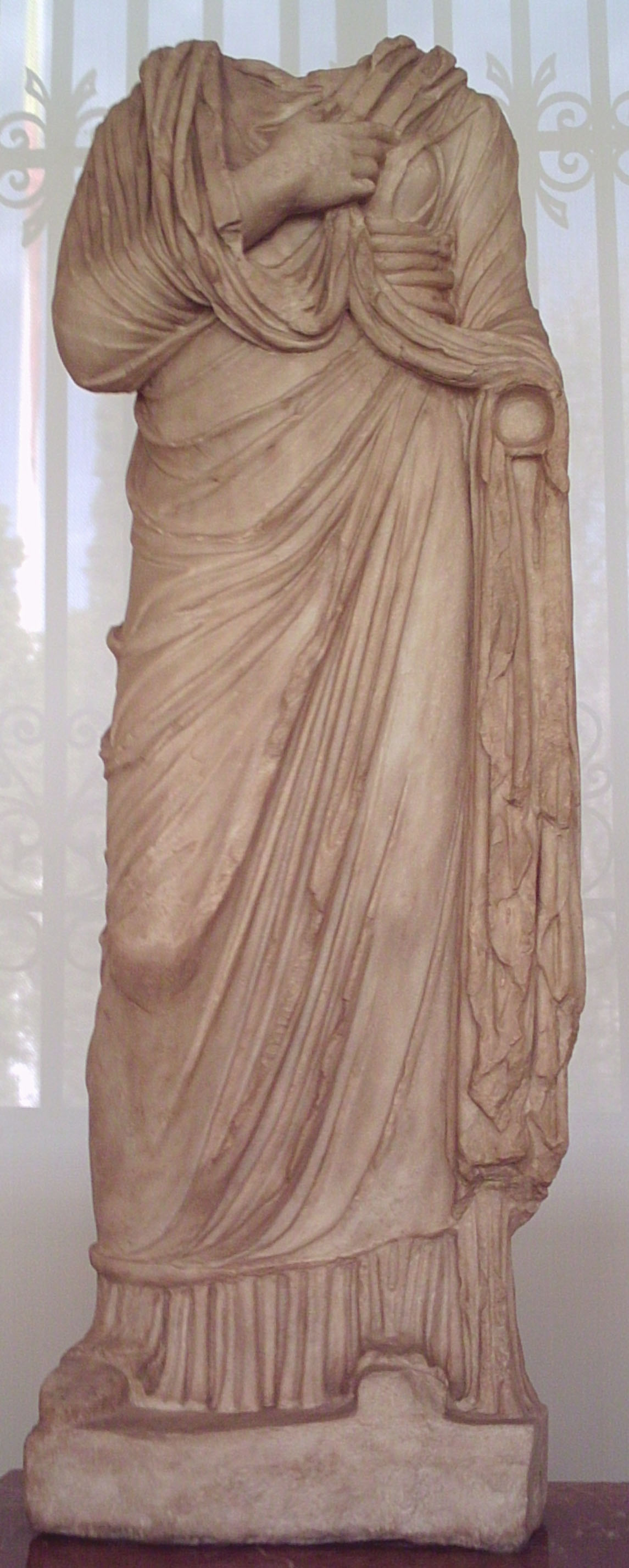
Estàtua femenina romana que representa una dona amb túnica i mantell (palla), d'abundants plecs, que li embolica tot el cos, trobada a Medina-Sidonia (Cadis, Andalusia), actualment al Museu Arqueològic Nacional de Madrid

Les dones romanes portaven una túnica llarga i folgada, la stola, que tenia molts plecs i que per a les nobles matrones s'adornava amb franges o brodats. Damunt l'estola hi duien la palla, un mantell semblant a la toga viril que cobria l'esquena i, de vegades, el cap. També es tapaven amb una còfia que es deia mitra, o bé amb un vel (ricinum) o una caputxa.

### Altres peces d'indumentària
Tothom, tant se val la classe o condició, usava el mocador de butxaca, conegut amb els noms de manipulum, sudarium i mapula, i un altre de més gran per al coll i les espatlles, anomenat amictus, orarium i palliolum. Com a ornaments dels vestits exteriors eren molt freqüents en persones de tots dos sexes les tires de porpra o d'un altre color, brodades i aplicades de dalt a baix, anomenades clavus (en singular; en plural clavi), dels quals se'n distingien els angusticlavi i els laticlavi, segons que anessin estrets o amples; també era habitual l'ús de les calliculae, rodelles i florons de tela de color i brodada, que s'aplicaven sobre la túnica o altres peces de vestir en punts diferents.
El vestit dels habitants d'Hispània va ser exclusivament de tipus romà, fins que a començament de l'edat mitjana la moda goda i romana d'Orient hi va introduir alguns canvis, especialment en el tipus de lligadures.

## Indumentària militar

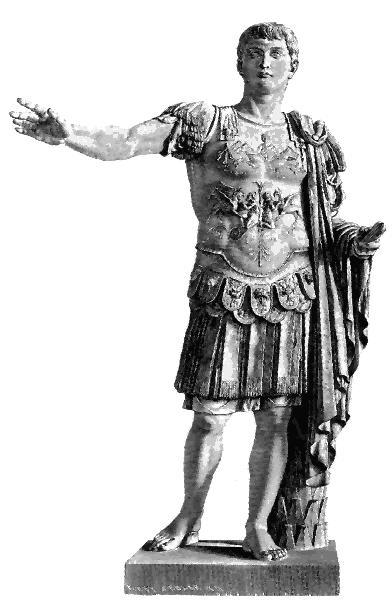
L'emperador Germànic vestit amb una cuirassa de dues peces.

Els militars romans dels primers segles es protegien el cap amb la galea, un casc de cuir i plaques metàl·liques, i el tronc per mitjà d'una armadura, feta també de petites plaques. Però després de la conquesta de les Gàl·lies es va adoptar el cassis, un casc de metall usat abans pels celtes i els ibers, proveït d'una corretja que el subjectava per sota de la barbeta (anomenada jugular) i una peça per protegir el clatell; i la cota de malla per al tronc, si bé alguns cossos especials de l'exèrcit usaven armadures particulars, com ara:
- els vèlits, cossos d'infanteria lleugera que començaven a atacar els primers, que portaven una gambera o ocrea –un resguard metàl·lic, generalment de bronze– a la cama esquerra;
- els hastats, soldats armats amb dues llances o javelines, que duien gambera a la cama dreta, ja que era aquesta la que avançaven durant el combat;
- els legionaris, que es protegien el pit i l'esquena amb la lloriga, una cuirassa flexible de tires d'acer, i el braç amb un curt guardabraç de bronze;
- els esquadrons d'equites, o soldats de cavalleria, portaven en lloc de la lorica segmentata dels legionaris la lorica squamata o plumata, disposada en forma d'escates de metall cosides sobre cuir o una tela forta.

La lloriga, fos de la mena que fos, se cenyia al cos amb el cingulum o cintum, un cinyell de cuir xapat de metall i subjectat amb una fíbula, del qual penjava l'espasa. L'espasa, per la seva banda, també penjava del balteus o baldric, propi dels caps militars, que es duia davant el pit de biaix, des de l'espatlla dreta fins al costat esquerre de la cintura. Els emperadors i altres alts caps de la milícia romana se servien d'una cuirassa de dues peces (el plastró per al pit i l'espatllera per a l'esquena), adornades amb relleus i adaptades perfectament al tronc segons apareix es pot apreciar a les estàtues de l'època, i al damunt hi duien el paludamentum, una mena de clàmide llarga i folgada que va estar en ús durant l'imperi, i alhora portaven sobre el casc una cimera o apex i un plomall o crista a la manera grega, un ornament propi i distintiu dels centurions.